# هولکرفین
هولکرفین (به هلندی: Holkerveen) یک منطقهٔ مسکونی در هلند است که در نی‌کرک واقع شده‌است. هولکرفین ۳۲۰ نفر جمعیت دارد.